# Sota el pes de la llei
Sota el pes de la llei (títol original en anglès Down by Law) és una coproducció germanoestatunidenca de 1986 de cinema independent escrita i dirigida per Jim Jarmusch. Explica la història de tres desconeguts que coincideixen en una presó i intenten escapar-ne; descarta els convencionalismes de les pel·lícules carceràries i se centra en la interacció entre els personatges.

## Argument
Zack (Tom Waits) és un discjòquei que treballava a la ràdio; s'ha quedat sense feina i es baralla amb la seva xicota Laurette (Ellen Barkin), que el fa fora del pis que comparteixen a Nova Orleans; un capo conegut seu el troba deambulant borratxo pel carrer i li ofereix un munt de diners per dur un cotxe fins a l'altra punta de la ciutat. Zack, que està conduint begut, és aturat per la policia; aquests troben un cadàver al maleter, i Zack és acusat d'assassinat i dut a la presó.
Jack (John Lurie) és un petit proxeneta que intenta arribar a un acord amb un client, un home important a la ciutat i amb molts enemics. Un dia Jack rep una trucada d'un dels rivals de Jack, que li assegura que hi ha una noia interessada a treballar per a ell i concerten una cita en un hotel. Quan arriba a l'habitació descobreix que ella és menor d'edat i es fa enrere, però és massa tard: era una trampa de la policia per enxampar-lo.
A la cel·la Zack i Jack coincideixen amb Roberto (Bob, Roberto Benigni), un turista italià optimista i excèntric acusat d'homicidi involuntari, que no encaixa amb el caràcter i l'humor dels seus companys. Zack i Jack aviat arriben a les mans i no es dirigeixen la paraula; Roberto, que quasi no parla anglès, sent una necessitat imperiosa de parlar amb algú. Això molesta els altres dos, encara que també resulta entretingut, i acaba sorgint una estranya amistat entre els tres.
Mesos més tard, Bob els confessa que sap com fugir de la presó. Un cop lliures es troben que estan corrent perduts pels bayous de Louisiana del voltant de la presó. Esgotats i morts de gana, acaba sorgint un fort odi entre Jack i Zack, però Bob, amb la seva habilitat per a aconseguir menjar, uneix al grup. S'aventuren a anar a una casa que hi ha al bosc, que està habitada per Nicoletta (Nicoletta Braschi), i aquesta els acaba proporcionant roba nova. Ràpidament Bob i Nicoletta s'enamoren, i ell decideix quedar-s'hi a viure, mentre que Zack i Jack marxen per camins diferents, ajudats per ella.

## Repartiment
- Tom Waits: Zack
- John Lurie: Jack
- Roberto Benigni: Roberto
- Nicoletta Braschi: Nicoletta
- Ellen Barkin: Laurette
- Billie Neal: Bobbie
- Rockets Redglare: Gig
- Vernel Bagneris: Preston
- Timothea: Julie
- L.C. Drane: L.C.
- Joy N. Houck, Jr.: detectiu Mandino
- Carrie Lindsoe: noia
- Ralph Joseph: detectiu
- Richard Boes: detectiu
- Dave Petitjean: detectiu cajun

## Al voltant de la pel·lícula
L'element clau de la pel·lícula és el lent treball de càmera de Robby Müller, director de fotografia que col·laboraria posteriorment amb Jarmusch amb les pel·lícules Mystery Train (1989), Dead Man (1995) i Ghost Dog: The Way of the Samurai (1999).
Els músics Tom Waits i John Lurie també són habituals de les obres de Jarmusch, juntament amb Roberto Benigni. Aquest i Nicoletta Braschi, els personatges que s'enamoren a la pel·lícula, més tard es van casar a la vida real.
La música va a càrrec de John Lurie, tot i que apareixen dos temes de Tom Waits ("Jockey Full of Bourbon" i "Tango Till They're Sore").

## Premis i nominacions

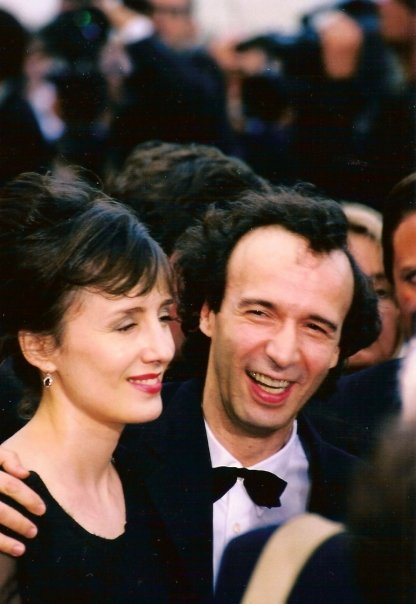
Roberto Benigni i Nicoletta Braschi al Festival de Canes de 1998.

### Premis
- 1986. Premis Amanda: Millor pel·lícula estrangera
- 1986. Premis Bodil: Millor pel·lícula no-estatunidenca

### Nominacions
- 1986. Palma d'Or al Festival Internacional de Cinema de Canes
- 1986. Premis Independent Spirit a la millor fotografia per Robby Müller
- 1986. Premis Independent Spirit al millor director per Jim Jarmusch
- 1986. Premis Independent Spirit a la millor pel·lícula per Alan Kleinberg
- 1986. Premis Independent Spirit al millor actor per Roberto Benigni